# Maurizio Capuano

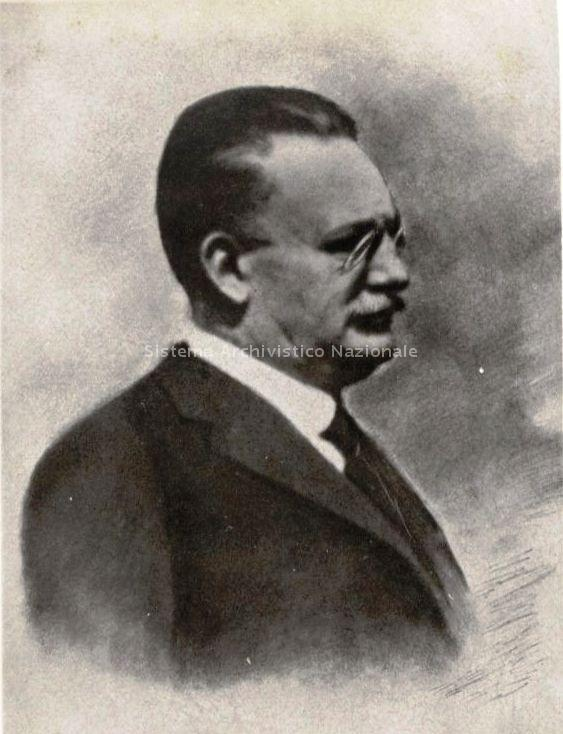
Maurizio Capuano, Napoli 1925

Maurizio Capuano (Napoli, 5 marzo 1865 – Napoli, 12 agosto 1925) è stato un imprenditore italiano.

## Biografia
Nasce a Napoli in una famiglia eminente degli ambienti borghesi, delle professioni e degli affari: il padre Edoardo è avvocato e la madre, Tullia Schlaepfer, proviene da una dinastia di imprenditori tessili svizzeri immigrati. Capuano è avviato agli studi di giurisprudenza, ma la sua carriera si indirizza rapidamente verso la neonata industria elettrica, il cui primo sviluppo a Napoli – come in tutto il Mezzogiorno – sarà quasi interamente legato alla sua opera. Capuano inizia in realtà a lavorare come impiegato della Società del gas di Napoli. L’appalto per la produzione e la distribuzione del gas per l’illuminazione pubblica e privata nella città partenopea era stato assegnato nel 1862 alla neonata Compagnia napolitana d’illuminazione e scaldamento col gas, emanazione della casa francese Parent, Shaken & C. Quando, dopo molte titubanze, all’inizio degli anni Novanta la Compagnia decide di abbandonare lo scetticismo di fronte alle nuove tecnologie elettriche, è dalla Svizzera che giungono, nel 1893, i capitali necessari all’acquisizione e al rifinanziamento della Società generale per l’illuminazione (Sgi), già operante a Napoli da qualche anno. 
All’affare partecipano diversi istituti finanziari svizzeri, tutti già attivi sul mercato finanziario italiano, con investimenti in titoli di stato o in imprese ferroviarie, nonché la Compagnie genevoise pour l’industrie du gaz: Capuano entra così nel nuovo Consiglio di amministrazione della Sgi, come rappresentante personale di Edmond Aubert della Compagnie genevoise, e viene subito nominato Amministratore delegato. Privo di una specifica preparazione tecnica, nella sua attività di imprenditore porta fin dall’inizio una singolare capacità di intrecciare una fitta rete di relazioni e rapporti personali, economici, finanziari, istituzionali, evidente in questa fase che vede la sostituzione degli investimenti francesi con quelli svizzeri in uno dei settori più avanzati dell’industrializzazione, quello elettrico.
La Sgi, forte dei nuovi stretti rapporti con il Comune di Napoli, conosce un periodo di costante crescita, aperto con la stipula del contratto con il Comune per l’illuminazione elettrica del capoluogo campano nel 1894. Nel 1896 viene definito il contratto per la fornitura di energia elettrica alla Società dei tramways napoletani. Nel 1897, infine, la Sgi ottiene la concessione gratuita di un suolo dove costruire la nuova centrale di produzione termoelettrica. Alla guida della Sgi, Capuano compie un rapido apprendistato imprenditoriale e quando, alla fine del secolo, le maggiori istituzioni finanziarie ginevrine avviano una riorganizzazione degli strumenti e delle forme di intervento nel campo elettrico, è ancora all’avvocato napoletano che affidano l’ulteriore sviluppo della loro iniziativa in Campania, con la costituzione nel 1899 della Società meridionale di elettricità (Sme), di cui Capuano è nominato Amministratore delegato.
All’inizio le scelte di Capuano e della Sme sono condizionate dalle depresse condizioni della Regione e, per allargare il mercato al di là delle utenze pubbliche cittadine (illuminazione e trasporto), la società si orienta alle utenze industriali: la decisione di realizzare il primo impianto idroelettrico su un piccolo corso d’acqua a Sud di Salerno (ben lontano da Napoli), è quindi dettata da motivazioni tecniche, per le agevoli condizioni costruttive, e commerciali: la nuova energia disponibile è destinata, più che al capoluogo campano, alle manifatture tessili salernitane (controllate ormai quasi totalmente dai Wenner) e agli industriali pastai di Torre Annunziata.

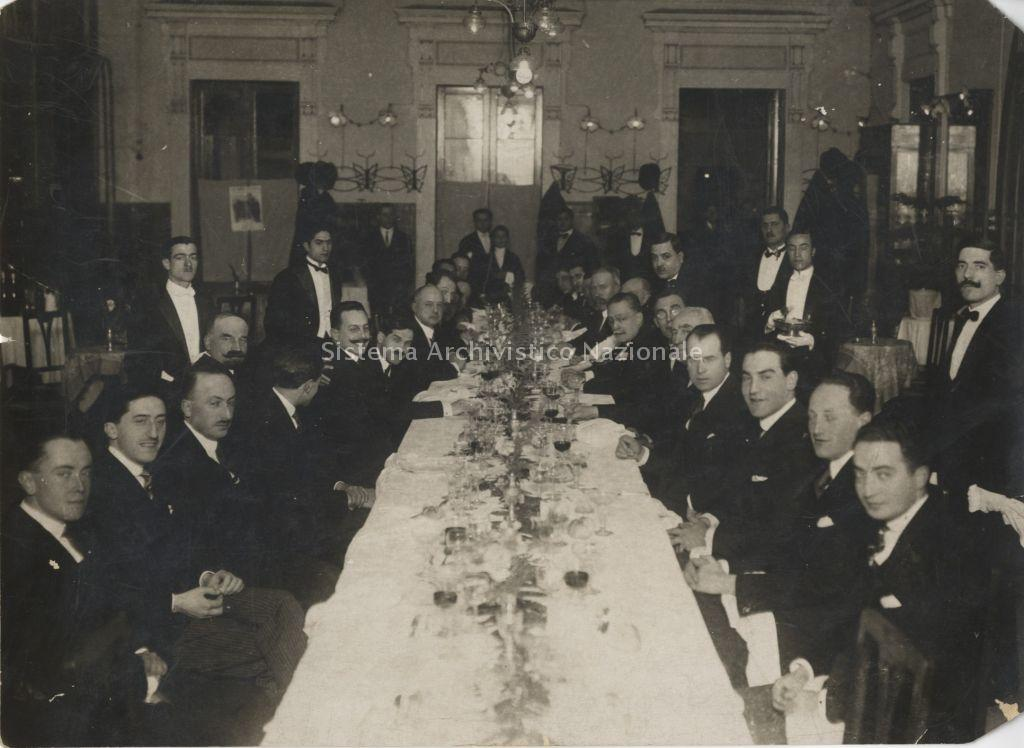
Cena del vertice societario della Società meridionale di elettricità, Napoli, 1925

Ai capitali e alle competenze tecniche provenienti dall’estero, Capuano aggiunge la sua ricca rete di relazioni personali; con gli industriali tessili svizzeri, innanzitutto, che dal 1904 ottengono una rappresentanza diretta nel consiglio di amministrazione della Sme nella persona di Roberto Wenner. Capuano svolge poi un analogo ruolo di raccordo con le élite cittadine, che partecipano alla costituzione della Sme con diverse quote azionarie, mentre la presenza della Banca commerciale italiana (con una quota del 20%) conferisce stabilità finanziaria all’impresa fin dagli esordi.
Il concreto avvio del programma idroelettrico costituisce il punto di partenza per la definizione di una coerente strategia industriale della Sme, la cui elaborazione è pienamente ascrivibile a Capuano: questi persegue l’obiettivo di realizzare una forte specializzazione della Sme nel campo della generazione e della grande distribuzione di energia idroelettrica, in grado di garantire il pieno controllo del mercato napoletano e, da questa base, avviare una progressiva espansione nelle altre Regioni meridionali.
Fra il 1907 e il 1910 è realizzato il secondo impianto idroelettrico della Sme, nelle vicinanze di Napoli, e fra il 1908 e il 1912 viene portata a termine la costruzione di una linea di 188 km di lunghezza – che utilizza per la prima volta in Europa una tensione di 88 kV –, da Bolognano a Napoli, per il trasporto dell’energia prodotta dagli impianti sul fiume Pescara fino al capoluogo campano. Nel 1912 Capuano assume come direttore generale della Sme l’ingegnere Giuseppe Cenzato, destinato a subentrargli alla guida dell’azienda, dopo la sua scomparsa. Due anni dopo completa la riorganizzazione aziendale, articolando la struttura operativa della società in un ristretto vertice decisionale (amministratore delegato e direttore generale), e in cinque autonomi dipartimenti funzionali (Lavori, Esercizio, Approvvigionamenti, Amministrazione, Società filiali).
In questi anni la Banca commerciale assume un rilievo crescente nella gestione finanziaria e industriale della Sme: Giuseppe Toeplitz, futuro amministratore delegato della banca, entra nel 1914 nel consiglio di amministrazione della Società meridionale, e tre anni dopo Capuano è nominato consigliere della Comit, incarico che manterrà fino alla morte. L’ultimo tassello del quadro delle relazioni entro cui si sviluppa l’attività di Capuano è rappresentato dal rapporto con Francesco Saverio Nitti, con il quale avvia una pragmatica collaborazione: questa trova la sua sanzione nella costituzione (nel 1914) della Società lucana per imprese elettriche, con lo scopo di realizzare ed esercire un impianto idroelettrico a Muro Lucano, alimentato da un bacino artificiale da costruire a carico dello Stato. Il gruppo elettrico napoletano è il maggiore azionista della società, che può contare su una prestigiosa platea di azionisti (dalla Banca di sconto alla Edison di Carlo Esterle, alla Sade di Giuseppe Volpi.
L’affermazione personale di Capuano procede parallela allo sviluppo della sua azienda e raggiunge il suo apice nel corso della guerra. Già promotore dell’Associazione fra le società per azioni (1910) e, a Napoli, dell’Unione industriale regionale (1917), viene chiamato a far parte del Consiglio superiore dell’economia nazionale, della Commissione centrale approvvigionamenti, del Comitato centrale per la mobilitazione industriale, della Giunta tecnica combustibili e, in qualità di esperto, a partecipare alla Commissione economica presso la Conferenza di pace di Parigi. Nel dopoguerra diventa presidente dell’Associazione esercenti imprese elettriche ed entra nella giunta esecutiva della Confindustria. La Sme era arrivata al conflitto con una solida struttura finanziaria e azionaria, arricchitasi, in occasione dei due aumenti di capitale del 1906 e del 1914, di nuove e significative presenze, dalla svizzera Brown-Boveri (attraverso la sua finanziaria Motor), alla Aeg, alla fiorentina Bastogi. A fronte dell’accelerata crescita dei consumi elettrici in questi anni, però, le disponibilità idroelettriche della Sme restano limitate.
All’urgenza di provvedere all’adeguamento della struttura produttiva (la Sme nei suoi primi quindici anni di vita aveva costruito due soli impianti idroelettrici) si accompagna la necessità di migliorare l’efficienza complessiva di questa struttura, per sfruttare il trend di crescita atteso nel dopoguerra e proporsi come operatore elettrico sull’intero territorio meridionale. Lo snodo centrale di tutto il programma è costituito dalla realizzazione del sistema di laghi artificiali e impianti a serbatoio sull’altopiano della Sila in Calabria, dai quali dovranno partire le nuove linee di trasporto a 150 kV verso Napoli e verso la Puglia.
Il programma di elettrificazione del Mezzogiorno
Il programma di finanziamento viene definito nel corso del biennio 1920-1922 e prevede l’impegno dello Stato a fianco dei finanziatori privati: Capuano predispone infatti un Programma di elettrificazione del Mezzogiorno, basato sulla realizzazione e lo sfruttamento degli impianti idroelettrici silani, che, sottoposto nel corso del 1921 al Ministero dei Lavori Pubblici, viene finanziato con un mutuo di 160 milioni di lire, a favore della Sme, della Sila, e della Società generale elettrica della Sicilia. L’anno successivo Comit, Bastogi, Italo-Suisse, Credito italiano, Banco di Roma e Banca Zaccaria Pisa costituiscono una Commissione centrale finanziaria per garantire le anticipazioni necessarie all’avvio dei lavori.
Gli interventi realizzati risultano però insufficienti a sostenere i costi crescenti dell’impresa, mentre la capacità dei mercati di assorbire le quantità di energia rese disponibili appare un’ulteriore fonte di preoccupazioni per l’imprenditore napoletano. La presenza di grandi utilizzatori industriali rappresenta per la Sme una necessità ineludibile per completare il programma previsto: al capitale della Sila vengono così associati numerosi potenziali utilizzatori, dalla Società italiana per la fabbricazione dell’alluminio, alla Vickers, alla Pennaroya. Capuano perviene alla soluzione del problema solo nel 1925, quando stringe un accordo con Guido Donegani, che impegna la Montecatini ad assicurare cospicui acquisti di energia dalle centrali della Sila per nuovi impianti elettrochimici da costruire a Crotone e a partecipare in parte al sostegno finanziario per le realizzazioni della Sme.
Capuano non vede il completamento dei lavori e il primo avvio degli impianti ai quali ha dedicato la sua attività imprenditoriale. Già malato di diabete, muore, di ritorno dalla Sila, il 12 agosto 1925 nella sua villa della Pigna a Napoli.

## Archivio
La documentazione che testimonia l'attività imprenditoriale di Maurizio Capuano è conservata a Napoli, presso l'Archivio Storico Enel, nel fondo  "Giuseppe Cenzato".